# Umbrina bussingi
Umbrina bussingi is een  straalvinnige vissensoort uit de familie van ombervissen (Sciaenidae). De wetenschappelijke naam van de soort is voor het eerst geldig gepubliceerd in 1980 door López S..
De soort staat op de Rode Lijst van de IUCN als niet bedreigd, beoordelingsjaar 2007.